# ヘンリー・ドーネイ (第2代ダウン子爵)
第2代ダウン子爵ヘンリー・ドーネイ（英語: Henry Dawnay, 2nd Viscount Downe、1664年6月7日洗礼 – 1741年5月21日埋葬）は、イギリスの政治家、アイルランド貴族。トーリー党に所属し、20年以上庶民院議員（在任：1690年 – 1695年、1698年 – 1701年、1707年 – 1727年）を務めた。

## 生涯
初代ダウン子爵ジョン・ドーネイと2人目の妻ドロシー（Dorothy、旧姓ジョンソン（Johnson）、1709年5月28日埋葬、ウィリアム・ジョンソンの娘）の息子として生まれ、1664年6月7日にコウィックで洗礼を受けた。
1690年イングランド総選挙で父が再選を目指さなかったため、父の代わりにポンテフラクト選挙区から出馬、65票を得てトップ当選した。ドーネイ家はポンテフラクトで市民借地権を所有したため影響力があった。ドーネイはトーリー党に所属したが、1690年の選挙では第4代準男爵サー・ジョン・ブランドや第2代準男爵サー・ゴドフリー・コプリなど同じくポンテフラクトで影響力を有するトーリー党の人物が数多く立候補しており、ドーネイはそのいずれとも手を組まなかったとされた。議会ではコート派ともカントリ派ともされるが、いずれにしてもこのときは活動的ではなく、1695年イングランド総選挙では出馬しなかった。1695年の選挙に出馬しなかった理由は父の健康悪化と推測され、同年10月1日には父が死去してダウン子爵位を継承することとなった。以降、ダウン子爵はポンテフラクト選挙区から出馬することはなくなったが、1695年の選挙で16票（得票数4位）、1698年の選挙で2票（得票数6位）、1701年1月の選挙で4票（得票数5位）を獲得した。
1698年イングランド総選挙でヨークシャー選挙区から出馬した。ヨークシャーでは現職議員の第5代キャメロンのフェアファクス卿トマス・フェアファクスと第2代準男爵サー・ジョン・ケイが2人ともにトーリー党所属で、再選を目指したが、ダウン子爵はフェアファクス卿と手を組み、選挙でケイを破って当選した。ダウン子爵はわずか4日間の投票で選管から当選を宣告され、ケイは自身を支持する有権者が投票に来るはずだと抗議したが、選挙申し立ては出さず、ダウン子爵の当選が確定した。一方、ヨークシャーで統監に就いていた初代リーズ公爵トマス・オズボーン（トーリー党所属）は勢力が後退して統監職をホイッグ党員に奪われたが、このときは選挙に大して影響せず、1699年夏の会合では次の総選挙でフェアファクスとケイを当選させることが提案された。先の選挙におけるダウン子爵の行動は不満を招き、「ダウン卿を排除するため」の寄付金募集が行われるほどだったため、ダウン子爵は1699年/1700年にヨークシャーの3ライディング（イースト・ライディング、ノース・ライディング、ウェスト・ライディング）の副統監に任命されたにもかかわらず、次の総選挙での不出馬を宣言するに至り、1701年1月イングランド総選挙をもって議員を退任した。同年11月の総選挙では第3代アーヴィン子爵アーサー・イングラムを支持して、立候補しなかった。
1702年の総選挙で議員に復帰したケイが1706年に死去すると、1707年1月に行われた補欠選挙はダウン子爵とフェアファクス卿（1702年の総選挙に立候補せずに退任した）の一騎打ちになり、ダウン子爵は2,407票対2,503票で敗れた。しかし、同年にイングランド王国とスコットランド王国の合同によりグレートブリテン王国が成立すると、スコットランド貴族であるフェアファクス卿は庶民院議員への立候補資格を失い、もう1人の現職議員ハーティントン侯爵ウィリアム・キャヴェンディッシュも爵位継承により貴族院に移籍したため、同年12月に2議席の補欠選挙が行われることになり、ダウン子爵は無投票で当選して庶民院議員に復帰した。1708年イギリス総選挙ではダウン子爵、ケイの息子第3代準男爵サー・アーサー・ケイ、1707年12月の補欠選挙で当選したコンヤーズ・ダーシー、第3代準男爵サー・ウィリアム・ストリックランド、トマス・ワトソン＝ウェントワース閣下が立候補し、5人が2議席を争うという激しい選挙戦になり、ダウン子爵は4,737票で断トツの1位になり、議席を守った。議会ではヘンリー・サシェヴェレルの弾劾に反対票を投じるなどトーリー党の一員として行動した。
1710年イギリス総選挙はサシェヴェレルの弾劾問題によりホイッグ党逆風の情勢であり、ダウン子爵は6,659票でトップ当選、ケイも6,412票を得てストリックランド（2,919票）を破って当選した。1713年イギリス総選挙ではダウン子爵とケイが無投票で再選した。以降もオクトーバー・クラブ（トーリー党の集まりの1つ）に参加、スペイン継承戦争の参戦継続に反対、1714年の教会分裂阻止法に賛成するなど引き続きトーリー党の一員として行動した。
1714年8月にアン女王が死去してジョージ1世が即位すると、ホイッグ党が政権を握った。ダウン子爵は以降も1715年と1722年の総選挙でケイとともに無投票で再選し、議会では常に政府に反対する投票をした。1727年イギリス総選挙で立候補せずに議員を退任、1729年にはポンテフラクトでの市民借地権を初代ゴールウェイ子爵ジョン・モンクトンに売却した。
1741年5月に死去、5月21日にスナスで埋葬された。息子ジョンに先立たれたため、孫ヘンリー・プレイデルが爵位を継承した。

## 家族
1685年9月29日、ミルドレッド・ゴドフリー（Mildred Godfrey、1666年3月22日 – 1725年9月2日埋葬、ウィリアム・ゴドフリーの娘）と結婚、11男2女をもうけた。
- ジョン（1686年12月8日 – 1740年7月31日） - 庶民院議員。1724年8月10日、シャーロット・ルイーザ・プレイデル（Charlotte Louisa Playdell、ロバート・プレイデルの娘）と結婚、子供あり。第3代ダウン子爵ヘンリー・プレイデル・ドーネイと第4代ダウン子爵ジョン・ドーネイの父[7]
- ヘンリー - カンタベリー大聖堂参事会員。キャサリン・パーソンズ（Catherine Parsons）と結婚[8]
- クリストファー（1769年以降没） - 1749年8月26日、ラウンデル氏（Roundell、1769年没）と結婚[8]
- ゴドフリー - 1740年5月13日、イライザ・デイス（Eliza D'Aeth、初代準男爵サー・トマス・デイス（英語版）の娘）と結婚[8]
- ミルドレッド（1780年2月6日埋葬） - 1721年、第5代準男爵サー・ウィリアム・ファウリスと結婚、子供あり
- ドロシー - ロバート・シャフトー（Robert Shaftoe）と結婚。その後、トマス・イーデン（Thomas Eden、ダラム大聖堂参事会員）と再婚、子供なし[8]